# Rzucinek
Rzucinek – dawna leśniczówka. Tereny na których leżała znajdują się obecnie na Białorusi, w obwodzie mińskim, w rejonie miadzielskim, w sielsowiecie Słoboda.
Dawniej używana nazwa – Żucinek lub Żucinka.

## Historia
W czasach zaborów w granicach Imperium Rosyjskiego.
W dwudziestoleciu międzywojennym zaścianek i leśniczówka leżała w Polsce, w województwie wileńskim, w powiecie duniłowickim (od 1926 postawskim), w gminie Miadzioł, a następnie w gminie Hruzdowo.
Według Powszechnego Spisu Ludności z 1921 roku zamieszkiwało:
- zaścianek – 7 osób, wszystkie były wyznania prawosławnego i zadeklarowały białoruską przynależność narodową. Był tu 1 budynek mieszkalny[1]. Wykaz miejscowości nie uwzględnia zaścianka jako miejscowości[2].
- leśniczówka – 9 osób, wszystkie były wyznania rzymskokatolickiego i zadeklarowały białoruską przynależność narodową. Był tu 1 budynek mieszkalny[1]. W 1931 w 1 domu zamieszkiwało 7 osób[2].

Wierni należeli do parafii rzymskokatolickiej m. Wesołucha i prawosławnej w Słoboda Żośniańska. Miejscowość podlegała pod Sąd Grodzki w Postawach i Okręgowy w Wilnie; właściwy urząd pocztowy mieścił się w Hruzdowie.
W 1938 roku miejscowość należała do gromady Nohawki gminy Hruzdowo.